# 憂鬱アンドロイド
『憂鬱アンドロイド』（ゆううつアンドロイド）は、真嶋磨言による日本のライトノベル。イラストは、珈琲が担当している。電撃文庫（アスキー・メディアワークス）より刊行されている

## ストーリー
自分はアンドロイドだと思い込んでいる少年と本物のアンドロイドの物語。

## 登場人物

### 主な登場人物
小田桐正機
祖父の死に耐え切れずに自分をアンドロイドだと思い込むようになった少年。かなりの金持ちだが質素倹約な生活を送っている。
桜野茜
正機の友人。よく正樹と一緒にいる。生活力ゼロで家の中を埃まみれにしている正樹の為によく掃除に行く。実は死んだ正樹の母親代わりに作られたアンドロイドで当時は小田桐と言う苗字だったがわけあって変えた。
金剛寺先生
かかりつけの病院の医者。
博士
正機の祖父で桜野を作った人物。

### その他の登場人物
記者
電波塔で写真を撮った記者。テロリストに撃ち殺された。
メシア
電波塔ジャックのリーダー。電波塔ジャックを試みるが失敗、後にメシアらしき人物が精神安定剤を飲んでいる場面がある。
トロイ
ネオ・ノイドの一員。メシアに撃ち殺された。
森口洋太
正機のクラスメイト。
バベル
ネオ・ノイドの一員。森口に麻薬を渡した。
河野賢治
お笑い芸人。
秋本
河野のお笑いの相方。本格的に受験に取り組む為にお笑いを辞めた。
沢村千秋
記者の妹。自殺をしようとしていた所を桜野に止められる。

## 用語
電波塔
新しく出来た電波塔。高さ200mで世界有数の高さを誇る建物。
エンター
タウン誌。
ネオ・ノイド
自分達のことを新たなる種だと言い張っているテロリストの集団。互いの事を渾名で呼びあだ名は全て神話に関係するものである。
精神安定剤
バベルが森口に渡した麻薬。